# European BEST Engineering Competition
European BEST Engineering Competition (EBEC) este o competiție inginerească organizată anual de către Board of European Students of Technology (BEST). EBEC este răspândit în 32 de țări cu misiunea de a dezvolta studenții, oferindu-le oportunitatea unei provocări în a rezolva probleme teoretice sau practice. Studenții formează echipe de câte patru și sunt nevoiți să rezolve o sarcină interdisciplinară de tip "Proiectare în echipă" (Team Design) sau "Studiu de caz" (Case Study), astfel adresându-se studenților din toate domeniile de inginerești
Reunind studenți, universități, companii, instituții și ONG-uri, EBEC are ca scop implicarea unei game complete de cunoștințe multidisciplinare și abilități personale ale studenților, și de a aplica acest potențial în rezolvarea de probleme din viața reală, lucrând în echipe.
Proiectul EBEC este parte integrantă a unui din serviciile de bază ale BEST, cel de a oferi educație complementară. În timpul competiției, studenții activi și curioși au șansa de a aplica cunoștințele dobândite în cadrul universității, să se provoace pe sine, să-și lărgească orizonturile, să-și dezvolte creativitatea și abilitățile de comunicare. Acestea fiind elemente fundamentale ale competiției, EBEC contribuie la susținerea și dezvoltarea educației tehnice, precum și la promovarea unei colaborări într-un mediu multicultural.
În 2016, Runda Finală a EBEC va avea loc la Belgrad, din 1 August până în 10 August, unde vor participa 120 de studenți.

## Istoria
Ideea competițiilor a fost introdusă în BEST prin Canadian Engineering Competitions (CEC), organizate de Federația Canadiană a Studenților la Inginerie (CFES). Membrii BEST au vizitat CEC în 2002 în calitate de invitați și ideea de a organiza astfel de competiții a fost discutată în același an, în timpul Adunării Generale BEST. Acest moment este cel în care povestea Competițiilor BEST începe, cu primul BEST European Engineering Competition (BEEC) organizat în Eindhoven, în 2003, prima Rundă Națională care are loc în Portugalia în 2006 și prima Rundă Finală EBEC fiind organizată în Ghent în 2009 cu finaliști selectați dintre 2300 de participanți din 51 de universități din 18 țări, marcând vârful Piramidei EBEC.

## Structura
EBEC se desfășoară prin intermediul a trei niveluri de competiții care formează Piramida EBEC. Cu 84 de Runde Locale, 15 Runde Naționale/Regionale și 1 Rundă Finală, EBEC este una dintre cele mai mari competiții inginerești, organizată de studenți pentru studenții din Europa, cu aproape 7.000 de studenți care participă în fiecare an.

### Runde Locale

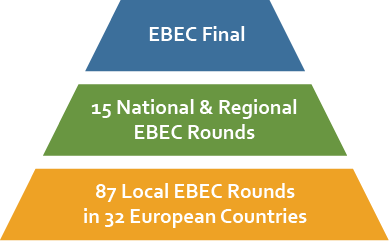
Piramida EBEC

Rundele Locale (LRs) sunt desfășurate în cadrul unei Universități ce are în cadrul său un Grup Local BEST (LBG). Echipa câștigătoare din fiecare categorie va avansa la nivelul următor.

### Runde Naționale/Regionale
Rundele Naționale/Regionale (NRRs) sunt desfășurate într-o țară sau o regiune multinațională și sunt organizate de către un LBG din acea țară/regiune. Echipele care au câștigat rundele locale vor concura în aceeași categorie, concurând pentru o poziție în Runda Finală EBEC. În prezent, există un total de 15 Runde Naționale/Regionale cu mai mult de 700 de studenți participanți.
| Runde Naționale/Regionale                                                   | Runde Locale                                                                      |
| EBEC Alpe-Adria Arhivat în 5 mai 2016, la Wayback Machine.                  | Erlangen, Graz, Ljubljana, Maribor, Zagreb                                        |
| EBEC Balcan                                                                 | Belgrad, Mostar, Nis, Novi Sad, Podgorica, Skopje                                 |
| EBEC Baltic Arhivat în 26 aprilie 2016, la Wayback Machine.                 | Ekaterinburg, Ekaterinburg UrFU, Kaunas, Moscova, Riga, Sankt Petersburg, Tallinn |
| EBEC Benelux Arhivat în 26 aprilie 2016, la Wayback Machine.                | Aachen, Bruxelles, Bruxelles ULB, Delft, Ghent, Leuven, Liege, Louvain-la-Neuve   |
| EBEC Central Arhivat în 1 octombrie 2015, la Archive.is                     | Praga, Brno, Bratislava, Kosice,Veszprém, Budapesta                               |
| EBEC Franța Arhivat în 26 aprilie 2016, la Wayback Machine.                 | ENSAM, ENSTA ParisTech, Lyon, Paris, Ecole Centrale, Paris Polytechnique, Supélec |
| EBEC Grecia Arhivat în 31 mai 2016, la Wayback Machine.                     | Atena, Chania, Patras, Salonic                                                    |
| EBEC Italia Arhivat în 25 iunie 2016, la Wayback Machine.                   | Messina, Milano, Napoli, Roma, Roma "Tor Vergata", Torino                         |
| EBEC Nordic Arhivat în 18 octombrie 2016, la Wayback Machine.               | Copenhaga, Gothenburg, Helsinki, Stockholm, Tampere, Trondheim, Uppsala           |
| EBEC Polonia                                                                | Gdansk, Gliwice, Cracovia, Lodz, Varșovia, Wroclaw                                |
| EBEC Portugalia Arhivat în 3 iunie 2016, la Wayback Machine.                | Almada, Aveiro, Coimbra, Lisabona, Porto                                          |
| EBEC România & Republica Moldova Arhivat în 2 mai 2016, la Wayback Machine. | Brașov, București, Chișinău, Cluj-Napoca, Iași, Timișoara                         |
| EBEC Spania Arhivat în 22 aprilie 2016, la Wayback Machine.                 | Barcelona, Madrid, Carlos III Madrid, Las Palmas, Valencia, Valladolid            |
| EBEC Turcia Arhivat în 3 octombrie 2016, la Wayback Machine.                | Ankara, Izmir, Istanbul, Istanbul Yildiz                                          |
| EBEC Ucraina Arhivat în 5 mai 2016, la Wayback Machine.                     | Kiev, Lviv, Zaporizhzhya, Vinița                                                  |

### Runda Finală EBEC
Runda Finală a European BEST Engineering Competition, EBEC Final, este unul dintre cele mai proeminente evenimente marca BEST, organizat de un singur LBG. Studenți de elită, reprezentând peste 80 dintre cele mai mari universități europene, se reunesc pentru 10 zile pentru a lucra la mai multe sarcini într-un mediu internațional. În timpul evenimentului, participanții au de asemenea șansa de a întâlni oameni din diferite medii culturale, de a cunoaște orașul gazdă și, de asemenea, să vină în contact cu companii de profil înalt prezente la târgul de carieră ce se desfășoară în ultima zi a evenimentului.

## Categorii

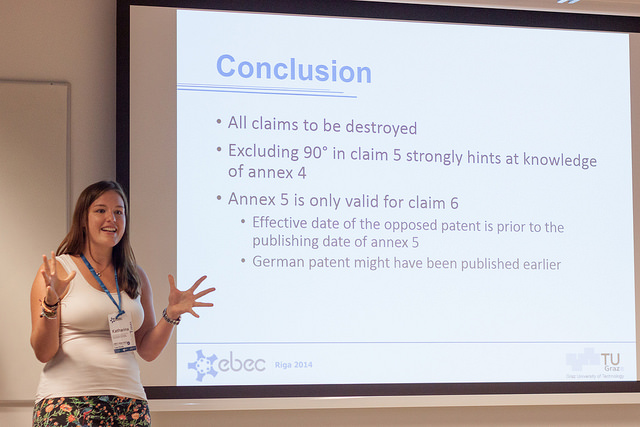
EBEC Studiu de Caz

De la apariția Competițiilor BEST, diferite categorii de competiții, precum Dezbatere și Negociere, au fost introduse până când EBEC s-a dezvoltat pentru a căpăta forma sa finală, care cuprinde categoriile: Studiu de caz (Case Study) și Proiectare în echipă (Team Design).

### Studiu De Caz (Case Study)
Studiu de caz (CS) este o provocare teoretică, de rezolvare a unei probleme, care necesită analiză, cercetare, deliberare, testare și prezentarea unei soluții pentru un anumit cadru economic, juridic sau socială. Soluția trebuie să fie furnizată într-un timp limitat și susținută cu resurse limitate, cum ar fi timp și bani.

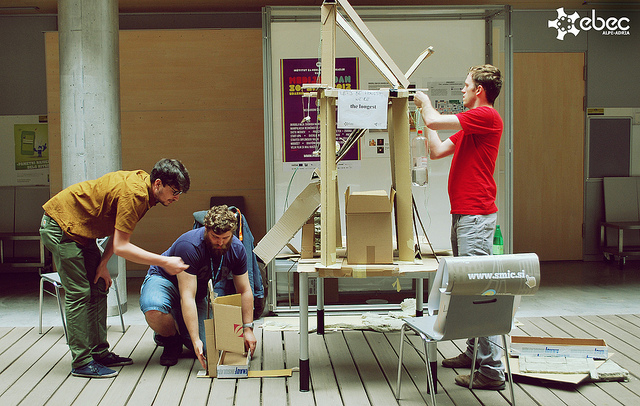
EBEC Proiectare în echipă

### Proiectare În Echipă (Team Design)
Proiectare în echipă (TD) este o provocare practică, interactivă, bazată pe un proiect care necesită proiectare, crearea și prezentarea unui model prototip care poate îndeplini cu succes specificații de construcție și criterii de funcționare. Modelul trebuie să fie creat într-un timp limitat și prin utilizarea de resurse materiale limitate și cu preț redus.

## Imaginea de ansamblu a competiției
Până în prezent, șapte ediții au fost organizate, așa cum sunt rezumate mai jos.
| EBEC 2009 | Ghent, Belgia - 1-12 August        |
| EBEC 2010 | Cluj-Napoca, România - 1-11 August |
| EBEC 2011 | Istanbul, Turcia - 1-11 August     |
| EBEC 2012 | Zagreb, Croația - 1-8 August       |
| EBEC 2013 | Varșovia, Polonia - 1-9 August     |
| EBEC 2014 | Riga, Letonia - 1-9 August         |
| EBEC 2015 | Porto, Portugalia - 2-11 August    |

### EBEC 2009

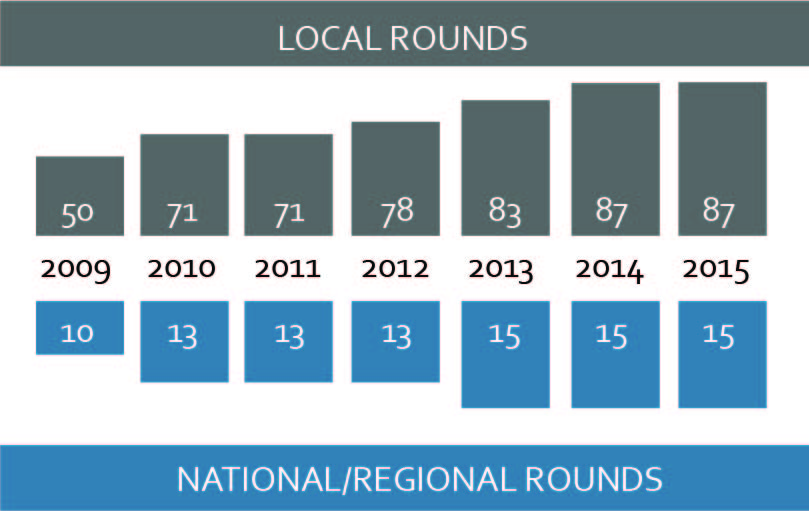

Runda Finală EBEC a fost organizată pentru prima dată de către Grupul Local BEST Ghent în august 2009. 80 de studenți au participat, găsindu-și drumul lor spre finală dintre peste 2300 de participanți din 51 de universități din 18 țări. Acest eveniment a fost sprijinit de către UNEP, care le-a oferit o problemă din viața reală pentru competiția de Proiectare în echipă, în timp ce EBEC a fost recunoscut ca partener al Anului European al Creativității și Inovării.

### EBEC 2010
EBEC a continuat să se dezvolte cu 71 de Universități Tehnice dornice să participe la această aventură. Cu un total de 5000 de studenți care participă din 31 de țări, 104 finaliști au fost selectați și s-au adunat în Cluj-Napoca pentru a-și demonstra competențele.

### EBEC 2011
În a 3-a ediție a EBEC, 79 de Universități Tehnice au fost implicate cu peste 5000 de studenți care participă la primul nivel al competiției, 104 studenți având șansa de a se întâlni în Istanbul, și mai mult de 200 de membri BEST care contribuie la realizarea și dezvoltarea acestui proiect.

### EBEC 2012
Runda Finală EBEC 2012 a fost organizată la Zagreb, unde a primit patronajul Președintelui Croației. Evenimentul a constat în patru zile de lucru, zile destinate Deschiderii și Închiderii Oficiale și de o zi liberă, unde participanții au avut ocazia să descopere orașul Zagreb. 

### EBEC 2013
Cea de-a 5-a ediție a Rundei Finale EBEC a avut loc la Varșovia și a implicat 83 de Universități Tehnice din Europa, 15 Runde Naționale/Regionale EBEC și mai mult de 6500 de studenți participanți. Evenimentul a fost susținut de Universitatea de Tehnologie din Varșovia, precum și de instituții importante, cum ar fi Ministerul Științei și Învățământului Superior și Centrul de Știință Copernic.

### EBEC 2014
87 Runde Locale, mai mult de 6000 de participanți, 116 finaliști și mai mult de 500 de membri BEST din 32 de țări au contribuit la pregătirea și au condus către succes a 6-a ediție a Rundei Finale EBEC de la Riga.

### EBEC 2015
În 2015, Runda Finală EBEC a avut loc în Porto, atingând numărul maxim de participanți de până acum (120) și stabilirea unor standarde ridicate pentru viitoarele ediții.

## Primire
EBEC este o competiție care se răspândește peste tot în Europa, ajungând la mii de studenți, universități și companii. Dar ceea ce face EBEC unic sunt nu numai numerele și rezultatele tehnice, dar și renumitul "spirit EBEC", care este atmosfera din jurul competiției constând în munca în echipă, creativitatea nelimitată interconectată cu cunoștințele, efortul pentru a da cel mai bun din sine. Aceasta este ceea ce îi determină pe studenți să fie pasionați să participe și să lucreze pentru cea mai bună soluție, ceea ce aduce profesori și experți pentru a oferi expertiza și cunoștințele lor pentru transparența concursului, ceea ce face companiile să dorească să sprijine competiția din nou și să se asigure că studenții se confruntă cu probleme tehnologice actuale și, desigur, ceea ce îi determină pe membrii BEST să continue să lucreze mai mult și cu mai multă pasiune pentru a dezvolta competiția. Aceasta este ceea ce aduce toți acești oameni împreună pentru un scop comun, "Proiectează Viitorul. Astăzi."

### Premii și nominalizări
Runda finală EBEC 2015 Porto a fost calificat drept cel mai bun proiect din Portugalia pentru următoarea rundă a Premiului European Charlemagne pentru Tineret.

### Patronate
BEST caută întotdeauna sprijin de la instituții care recunosc eforturile sale și împărtășesc viziunea sa de a avea un impact asupra studenților europeni. Până în prezent, EBEC este susținută de numeroase instituții și organisme, precum UNESCO, Tineri în Acțiune, Societatea Europeană pentru Educație în Inginerie (SEFI), Institutul de Inginerie Electrică și Electronică.
Universitățile care au susținut EBEC în ultimii ani se numără: Universitatea Aristotel din Salonic, Universitatea Tehnică cehă din Praga, Graz Universitatea de Tehnologie, Universitatea Tehnică Națională din Atena (NTUA), Universitatea Sileziană de Tehnologie din Gliwice, Universidade do Porto, Yildiz Teknik Universitesi.

### Acreditări
Este de remarcat faptul că EBEC începe să fie recunoscut de universități ca un proiect de înaltă calitate, care contribuie la educația participanților. Universitatea din Porto, a fost prima universitate care a recunoscut competiția prin atribuirea de credite ECTS pentru participanți.

## Galerie

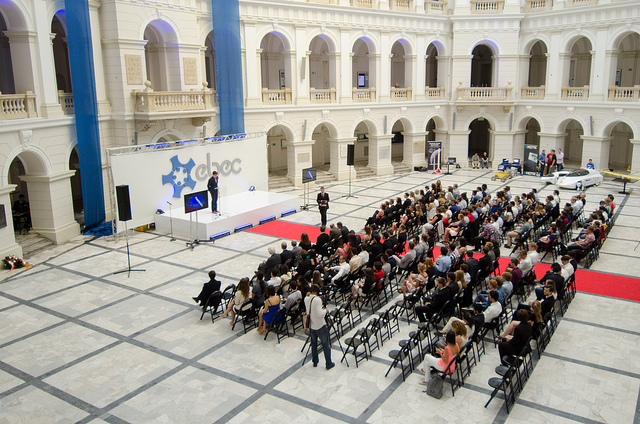
Official Opening Warsaw 2013
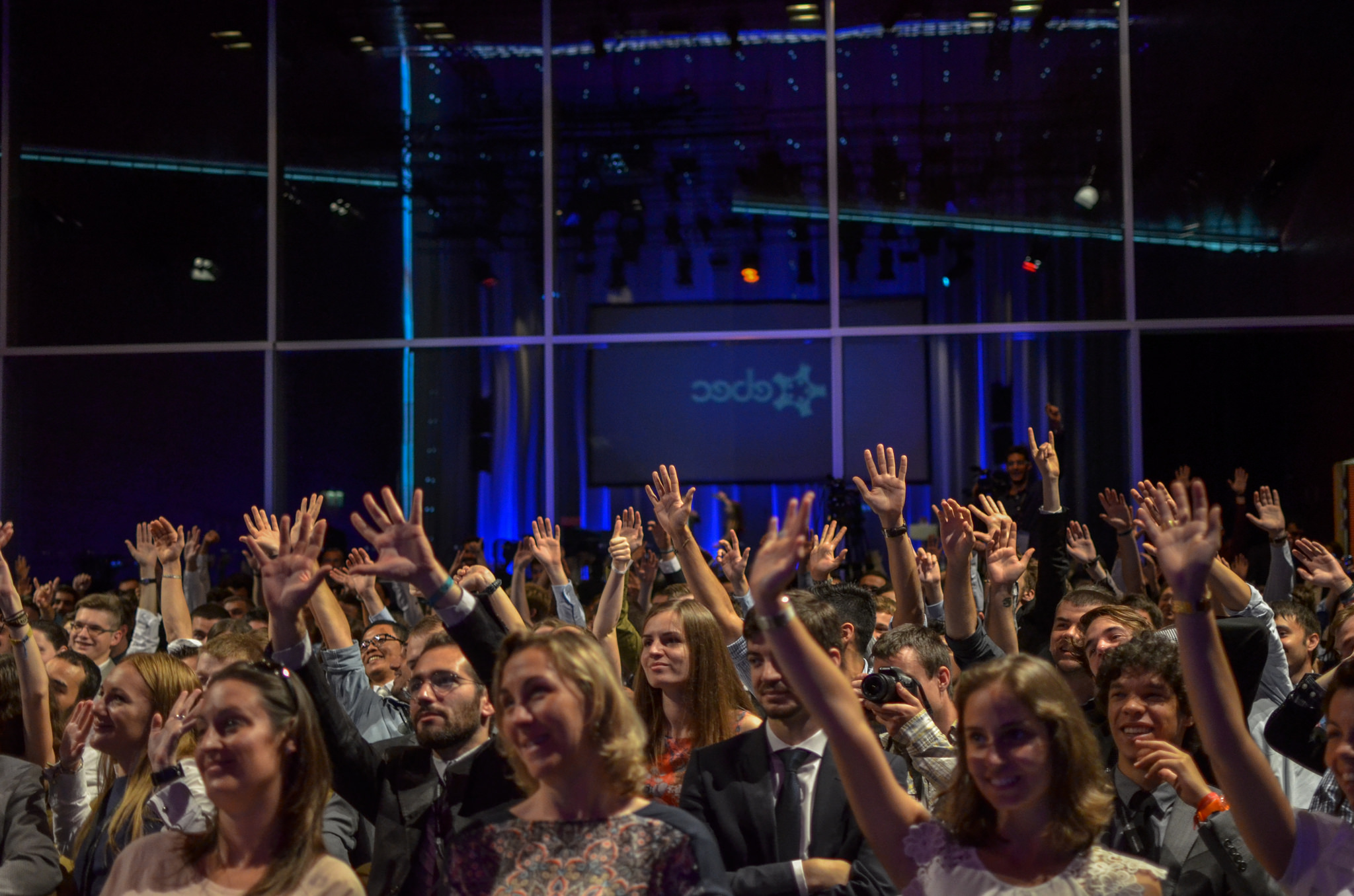
Official Opening Porto 2015
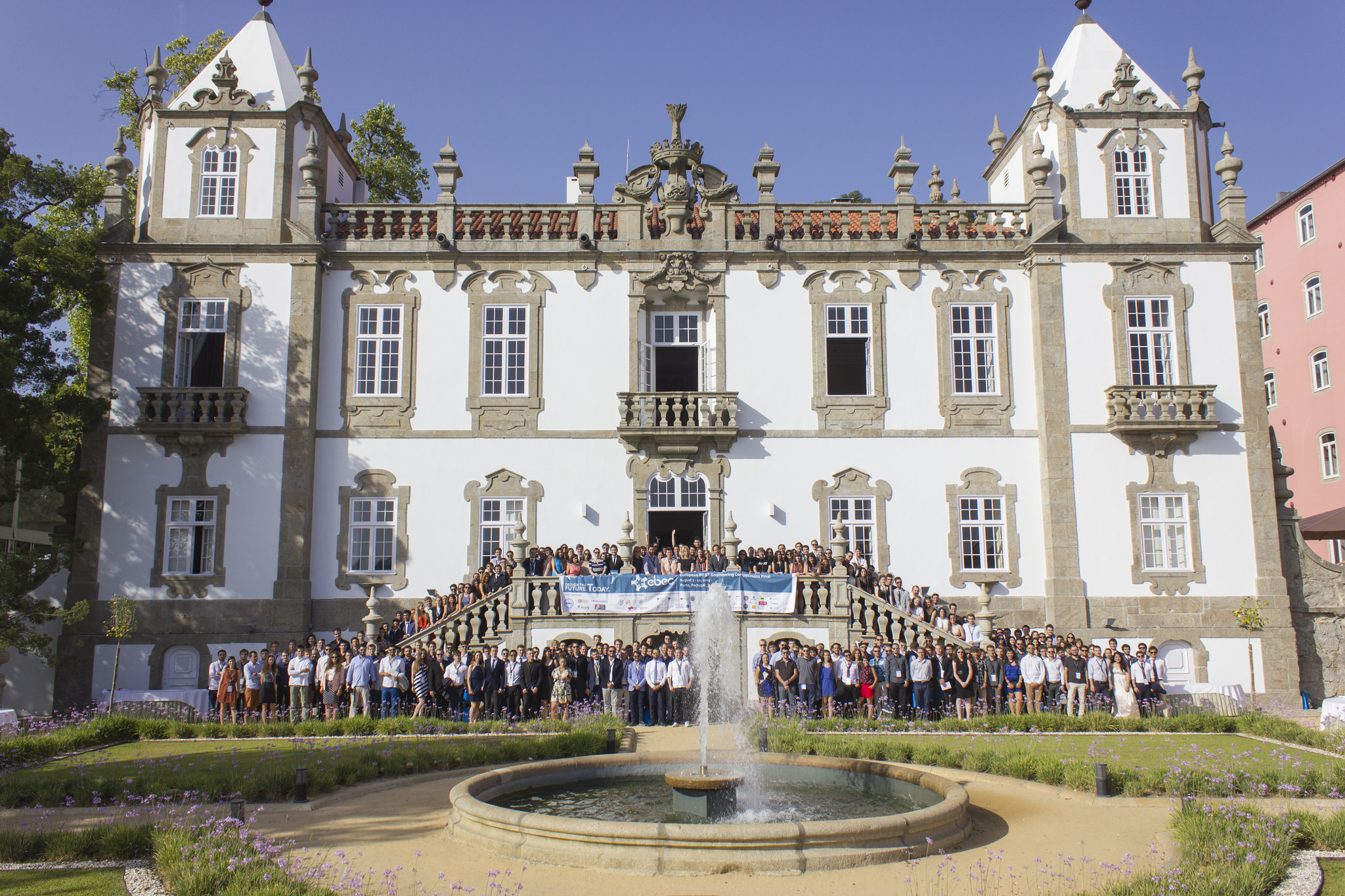
EBEC Porto 2015
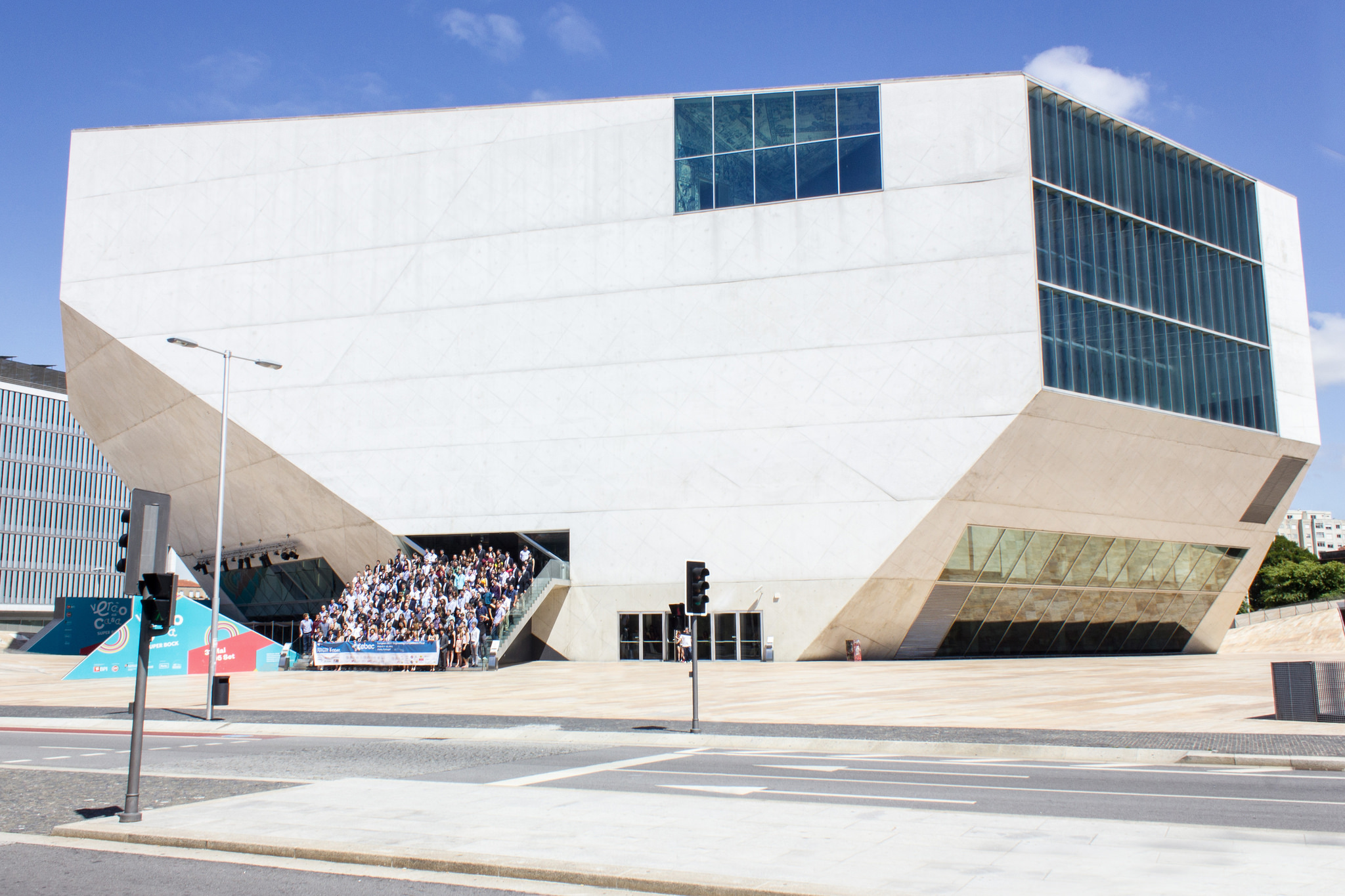
Group Picture Porto 2015
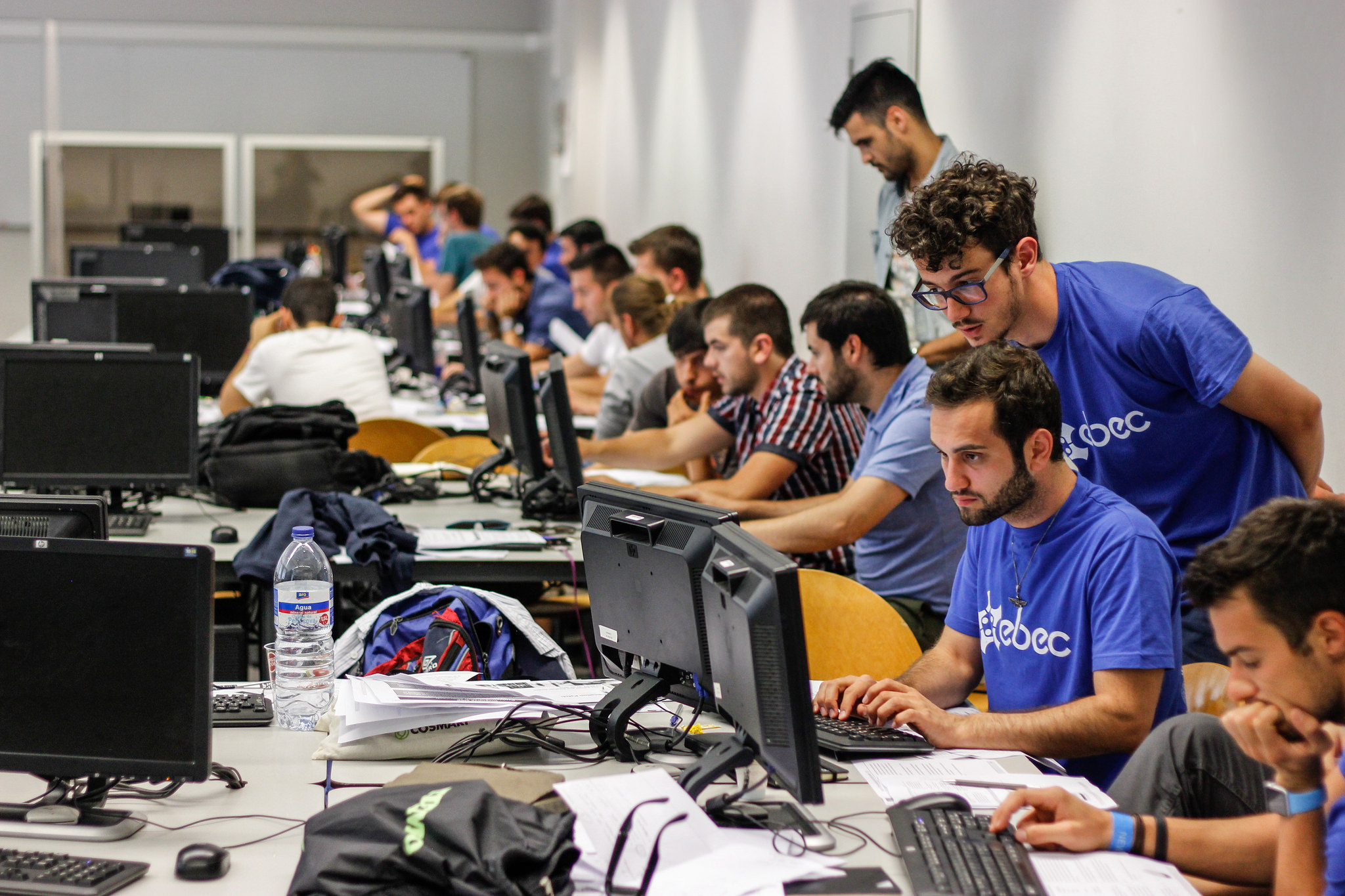
Case Study Caption 1
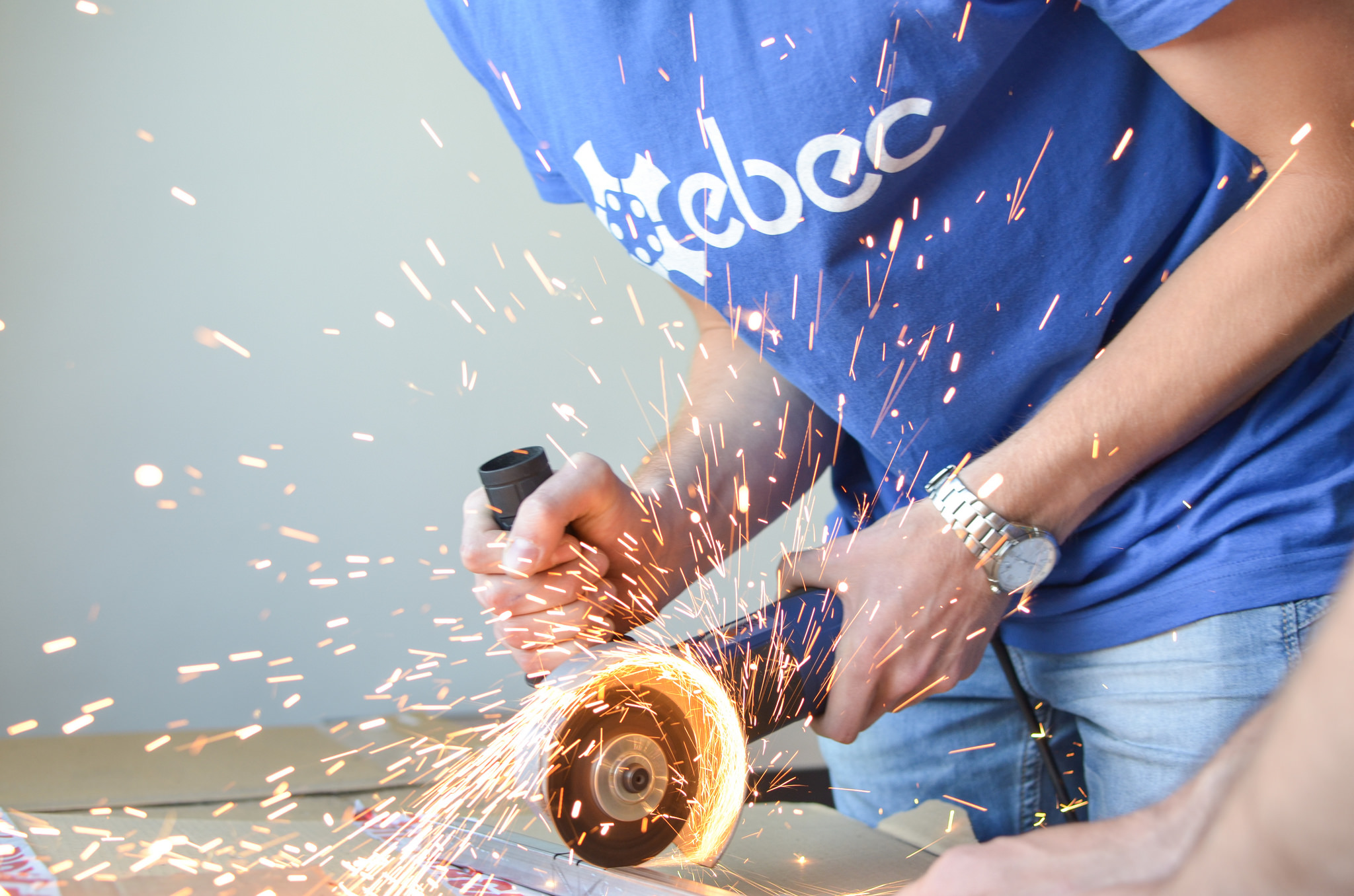
Team Design Caption 1
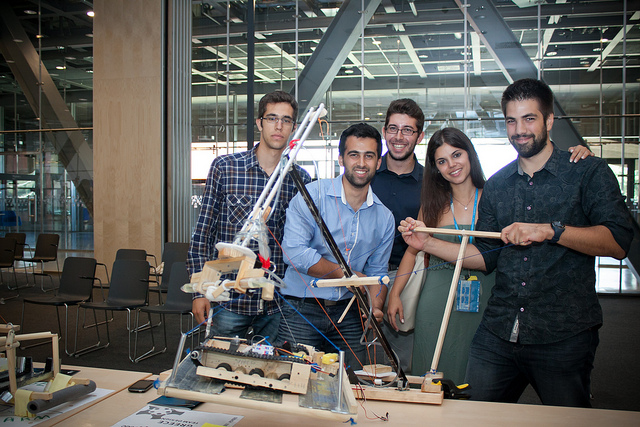
Team Design Caption 2
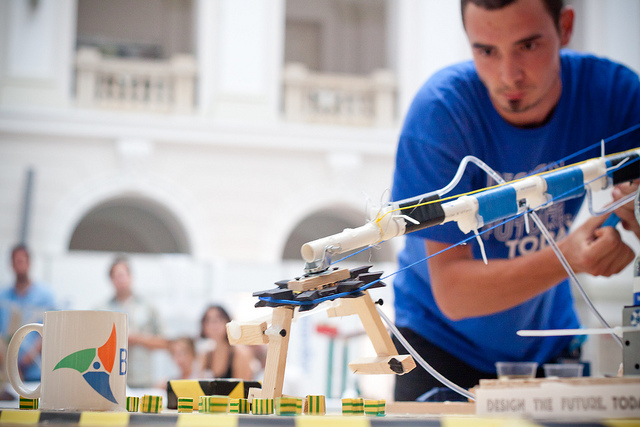
Team Design Caption 3
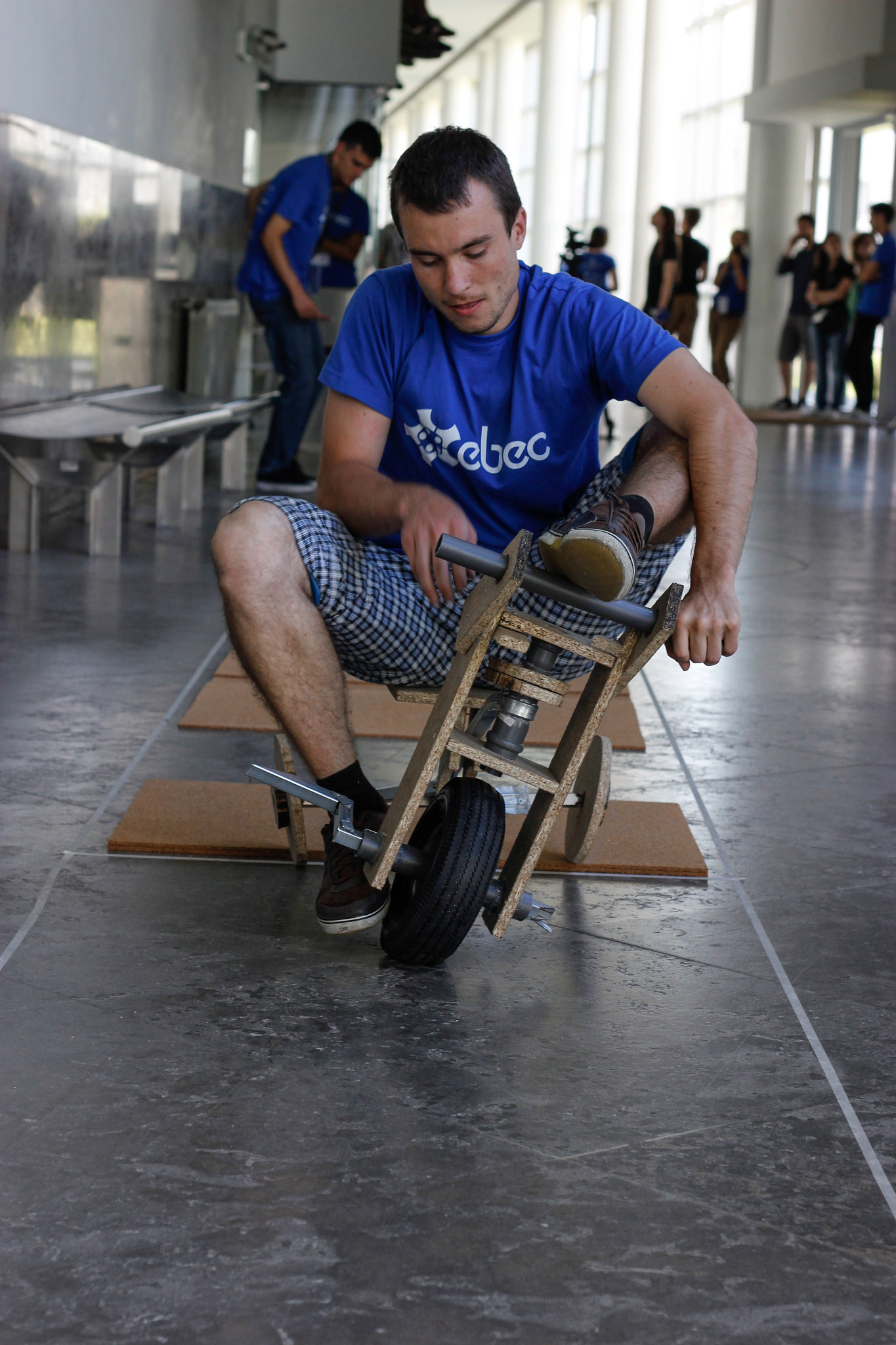
Team Design Caption 4
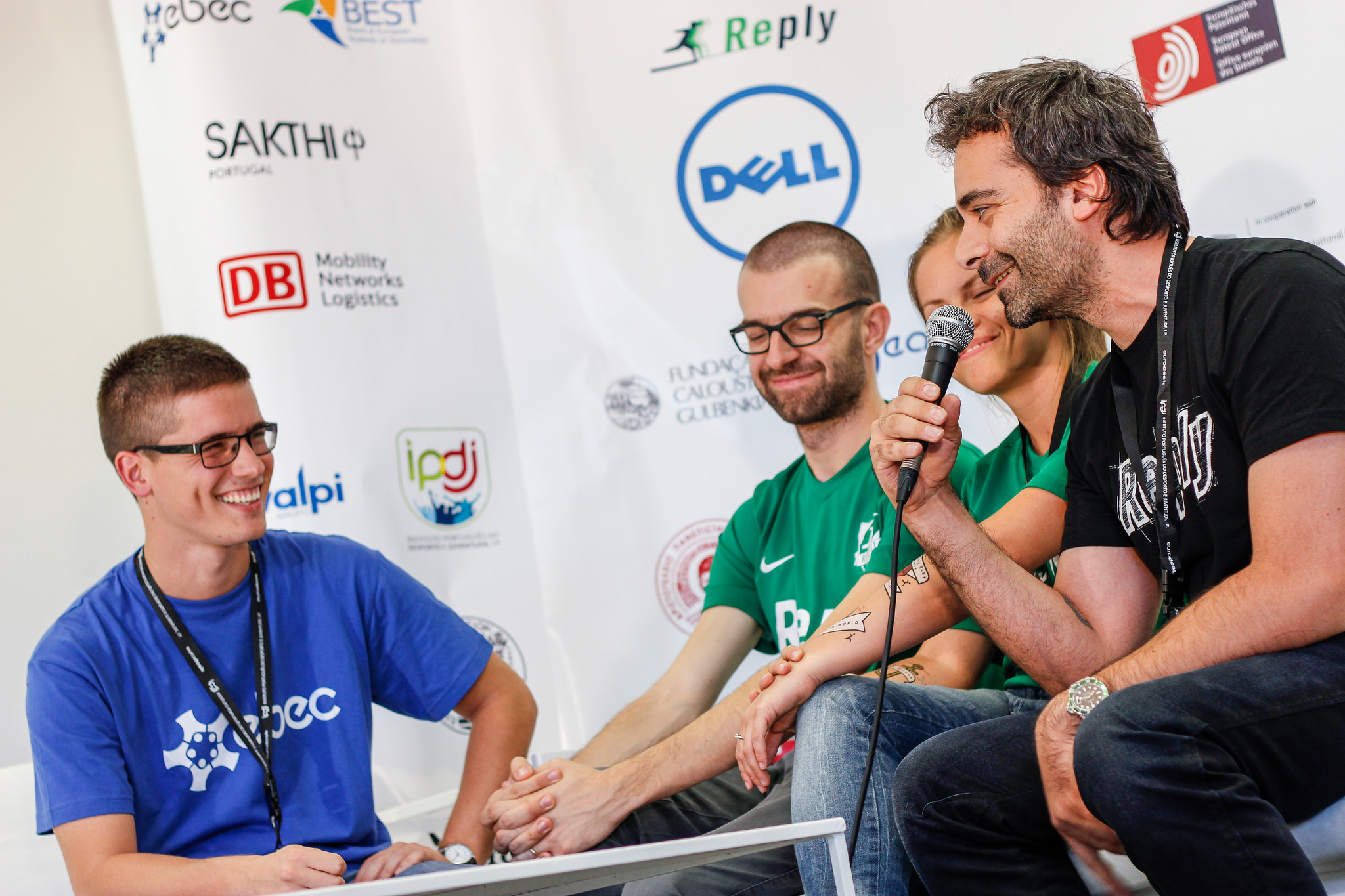
Interviewing Reply
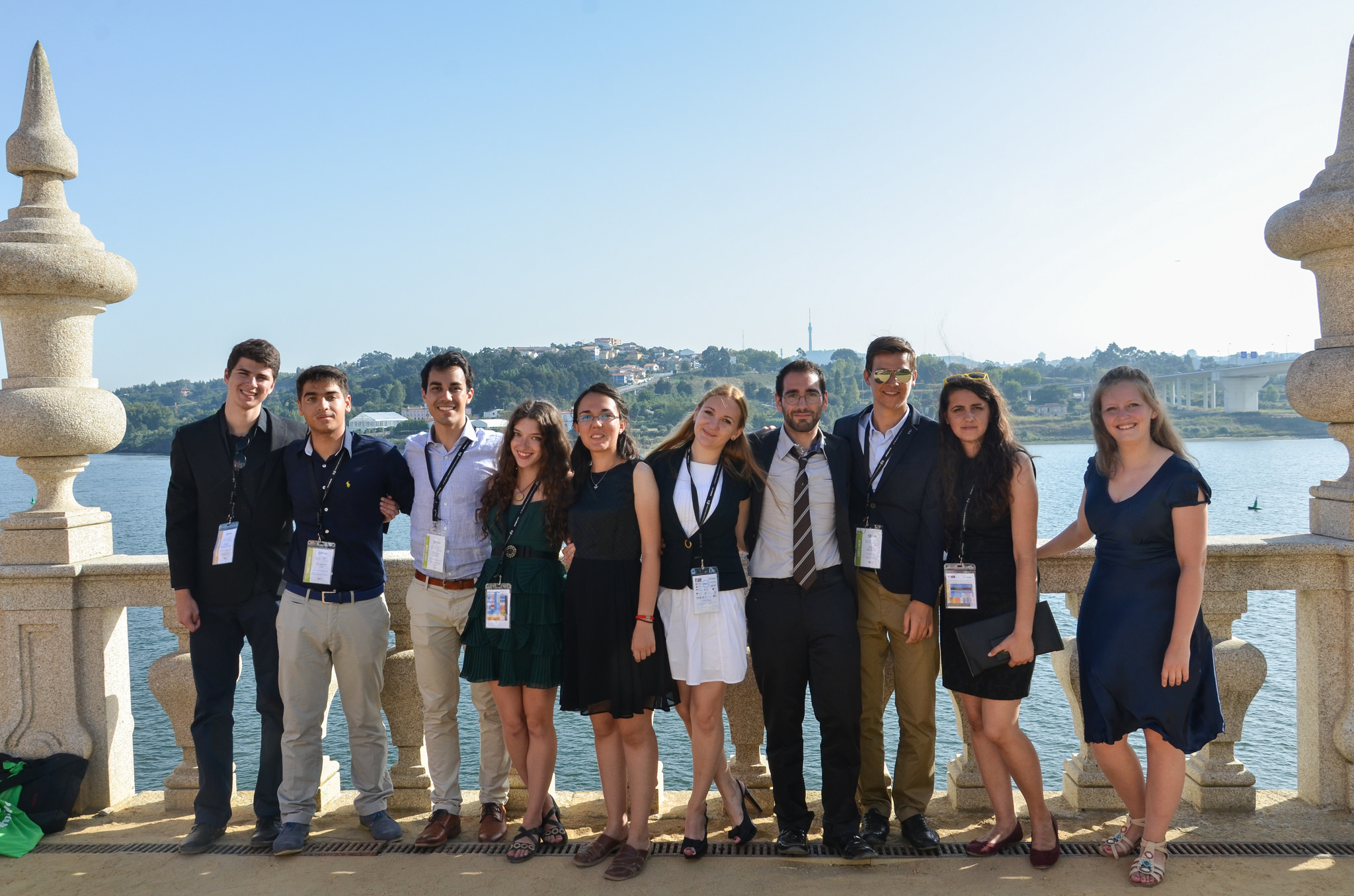
NRR Coordinators 2015
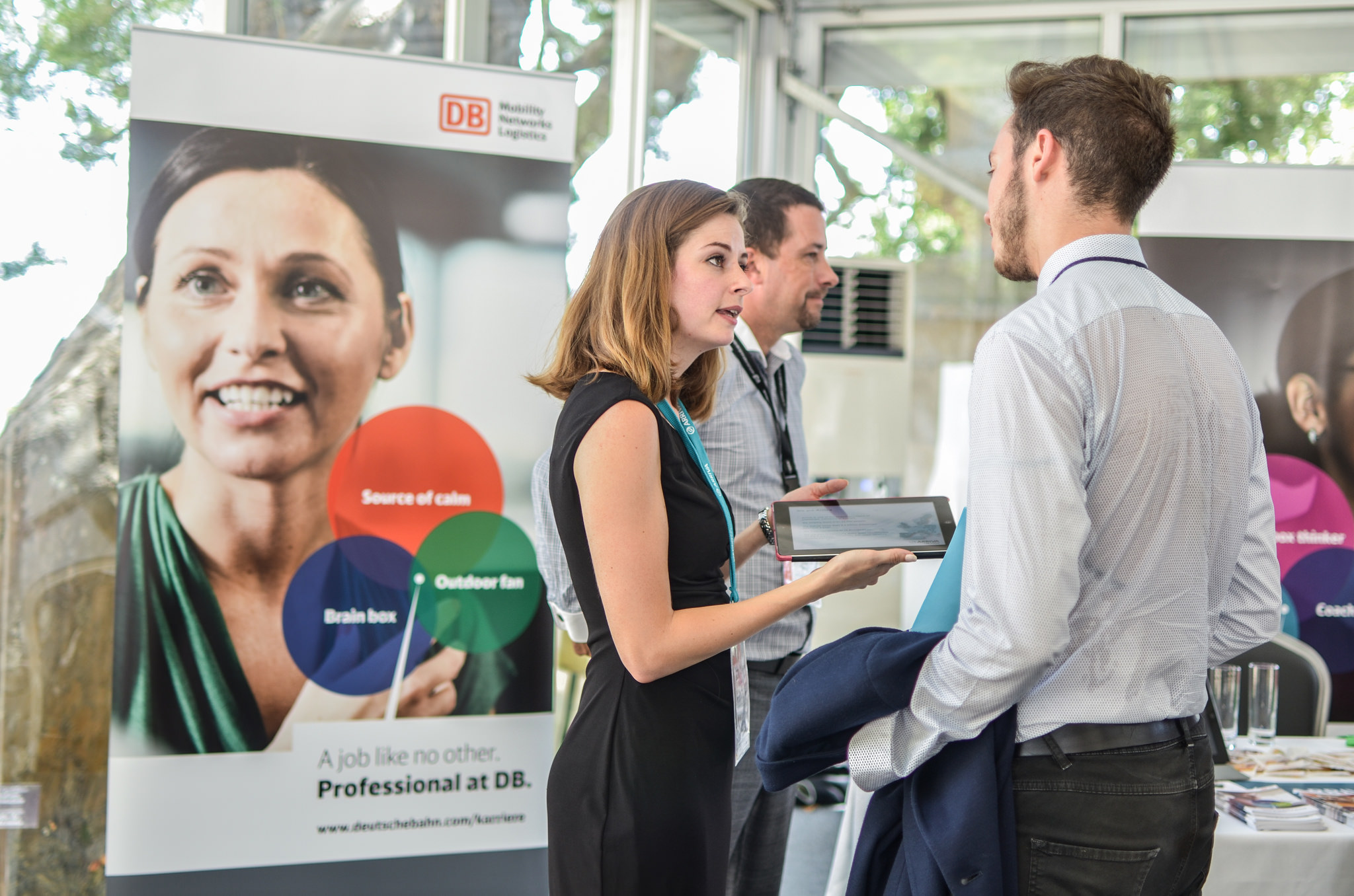
Job Fair 2015
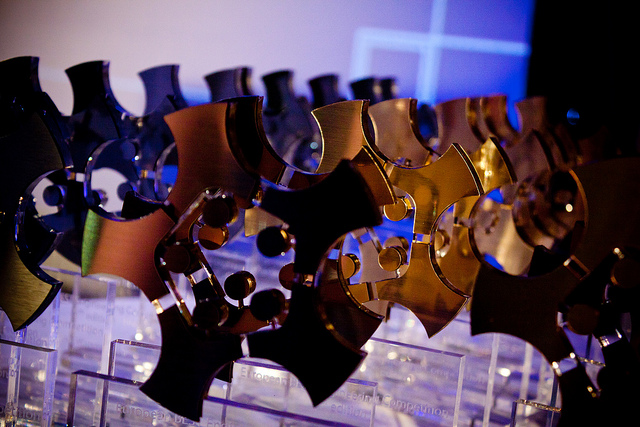
EBEC Awards
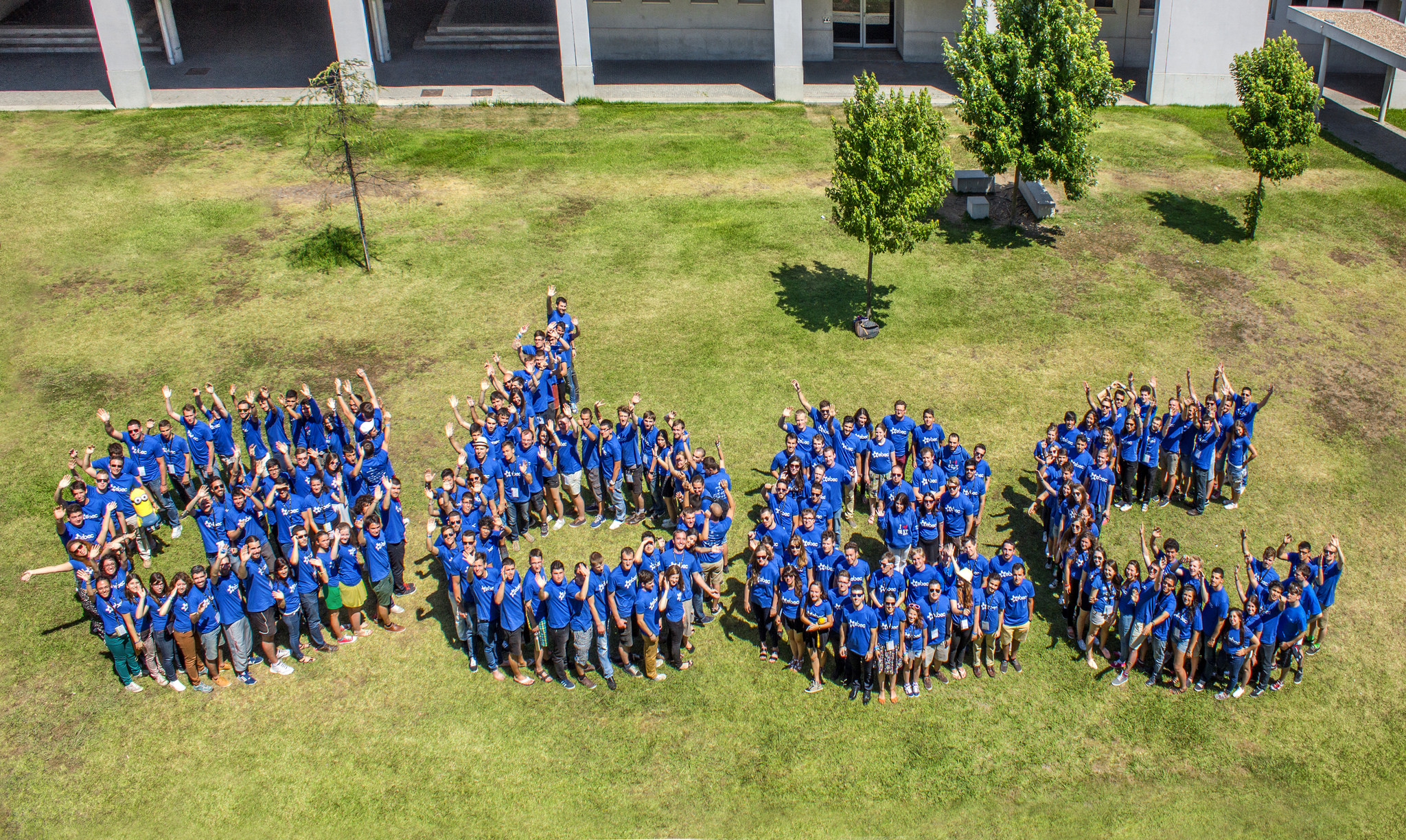
EBEC Group Picture